# Siculia Gazdalap
Siculia Gazdalap a Siculia Gyümölcstermesztési Szövetkezet havonként megjelenő értesítője. 1934. júliusi számával indította Gyerkes Mihály Székelyudvarhelyen. 1937-ig jelent meg, többnyire egyleveles, prospektus jellegű számokkal, a helyi Globus Nyomda kiadásában. Szerkesztőjének célja az volt, hogy gyümölcstermesztési és értékesítési szövetkezetek létrehozásának hasznosságáról és gyakorlati kivitelezéséről győzze meg olvasóit. Közölte a Szövetkezet körleveleit is. Mozgalmának érdekében, a brassói ÁGISZ-szal összefogva, szövetkezeti népkörök, konferenciák, tanfolyamok szervezését is szorgalmazta. 1937-ben nevét Gyümölcsöskertre változtatta. De nem sok idő múlva megszűnt.
1936-ban, I. évfolyam jelzéssel a székelyudvarhelyi Könyvnyomda Rt. kiadásában is megjelent egy száma, ez is Gyerkes Mihály szerkesztésében.